# Podolínec
Podolínec (în germană Pudlein, în maghiară Podolin) este un oraș din regiunea istorică Spiš, Slovacia cu 3.203 locuitori. În trecut, o comunitate semnificativă de germani țipțeri a locuit în acest oraș.

## Demografie
| An:                | 1994 | 2004   | 2014   | 2024   |
| ------------------ | ---- | ------ | ------ | ------ |
| Număr de persoane: | 3114 | 3172   | 3202   | 3048   |
| Diferență:         |      | +1,86% | +0,94% | −4,80% |

| An:                | 2023 | 2024   |
| ------------------ | ---- | ------ |
| Număr de persoane: | 3055 | 3048   |
| Diferență:         |      | −0,22% |